# Призрак замка Моррисвилль
«Призрак замка Моррисвилль» (чеш. Fantom Morrisvillu) — художественный фильм, снятый на киностудии Баррандов в ЧССР режиссёром Борживоем Земаном. Премьера в Чехословакии состоялась 15 июля 1966 года.

## Сюжет
Пародия на мистические и криминальные детективы, в частности — на достаточно известный фильм «Колодец и маятник» (1961) и «Мёртвые глаза Лондона» Э. Уоллеса (1961).
Музыкант симфонического оркестра оперного театра во время спектакля, на котором дают оперу Жоржа Бизе «Кармен», читает английский детектив. Эта книга производит на него настолько сильное впечатление, что он представляет себя её героем, сэром Моррисом, владельцем готического замка. А дальше происходят загадочные убийства и исчезновения, интриги, похищения, любовь. В замке также множество тайных подземных ходов.
Мошенник Мануэль Диас охотится за сокровищами, имеющий жуткий облик Призрак охотится за Мануэлем и его подручными, а старинный замок Моррисвилль раскрывает свои секреты репортёру с именем и призванием сыщика экстра-класса Пинкертону и старому полицейскому из Скотланд-Ярда инспектору Брэмби.

## В ролях
- Олдржих Новый — сэр Моррис Ганибал / музыкант Эмиль (дублировал Алексей Консовский)
- Квета Фиалова — Кларенс (дублировала Валентина Караваева)
- Ярослав Марван — Брэмби (дублировал Евгений Весник)
- Вальдемар Матушка — Мануэль Диас (дублировал Борис Иванов)
- Вит Ольмер — Аллан Пинкертон (дублировал Александр Белявский)
- Яна Новакова — Мэйбл (дублировала Инна Выходцева)
- Франтишек Филиповский — доктор Столли (дублировал Аркадий Вовси)
- Ян Скопечек — слуга Джон (дублировал Сергей Цейц)
- Любомир Костелка — Абу (дублировал Артём Карапетян)
- Власта Фабианова — Арабелла
- Рудольф Дейл младший — коронер
- Наташа Голлова — леди Уилмор (дублировала Нина Никитина)
- Ярослав Розсиваль — Дикси «Долговязый»
- Ярослав Хейдук — «Розочка»
- Отто Шиманек — Микки «Цыплёнок»
- Богуш Загорский — М. С. Пельхам
- Йозеф Козак — пастор
- Карел Павлик — церемониймейстер
- Йозеф Балоун — органист
- Мари Росулкова — арфистка Гелена
- Милан Киндл — садовник
- Иржи Коутны — охранник
- Рудольф Квасница — дирижёр
- Франтишек Свачина — карлик
- Франтишек Немец — Призрак
- Зузана Бурианова — секретарша
- Мария Гроссова — леди

## Песни и музыка из фильма
- «Aleluja»
- «Samota»
- «Hou a hou»
- «Vteřino, stůj»
- «Kočky»
  - (Исполнитель: Вальдемар Мату́шка; Тексты песен: Иво Фишер)
- «Náměsíčník»
  - (Исполнитель: Олдржих Новый, песня из фильма «Čtrnáctý u stolu», 1943)
- «Кармен»
  - (Автор: Жорж Бизе)
- «Свадебный марш»
  - (Автор: Феликс Мендельсон-Бартольди)
- «Свадебный хор»
  - (Автор: Рихард Вагнер)

Инструментальное сопровождение — симфонический оркестр киностудии «Баррандов» под управлением Франтишека Белфина и танцевальный оркестр Вацлава Гибша.

## Съёмочная группа
- Авторы сценария: Франтишек Влчек, Боривой Земан
- Режиссёр-постановщик: Боривой Земан
- Оператор: Иржи Тарантик
- Художник-постановщик: Богумил По́корный
- Композитор: Юлиус Калаш
- Звукорежиссёр: Роман Хлоч
- Монтаж: Йозеф Добржиховский
- Костюмы: Ян Скалиски

## Прокат в СССР
- В 1967 году фильм вышел в кинопрокате СССР и его посмотрели 22,9 млн. человек.[2]